# Montois-la-Montagne
Montois-la-Montagne è un comune francese di 2 397 abitanti situato nel dipartimento della Mosella nella regione del Grand Est.

## Società

### Evoluzione demografica
Abitanti censiti